# Bécsújhelyvidéki járás
A Bécsújhely-vidéki járás (németül Bezirk Wiener Neustadt-Land vagy Bezirk Wiener Neustadt) közigazgatási egység Ausztriában, Alsó-Ausztria tartományban. Bécsújhelyvidéki járás Badeni, Lilienfeldi, Neunkircheni, Hartberg-fürstenfeldi, Nagymartoni, Felsőőri, Felsőpulyai, Kismartoni és Bécsújhely járásokkal határos. Lakosainak száma 77 991 fő (2019. január 1.).

## Települések

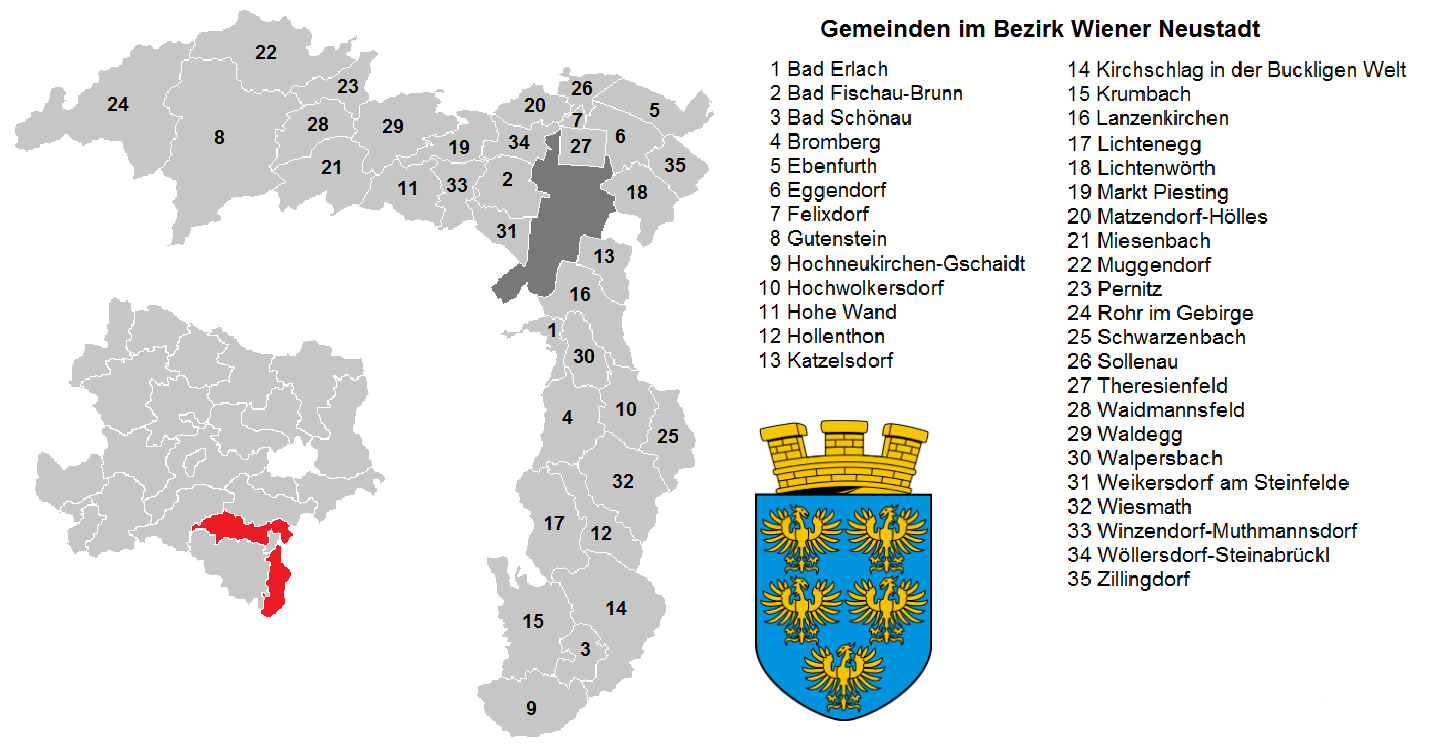
A Bécsújhely-vidéki járás községei

A járáshoz 35 helyi önkormányzat (község) tartozik, melyből 2 város, 19 mezőváros, 14 pedig község.
| Város (Stadt) - Ebenfurt (Ebenfurth) - Kirchschlag in der Buckligen Welt Mezőváros (Marktgemeinde) - Bad Erlach - Bad Fischau-Brunn - Bromberg - Feketevár (Schwarzenbach) - Felixdorf - Gutenstein - Hochneukirchen-Gschaidt - Krumbach - Lanzenkirchen - Lichtenwörth - Markt Piesting - Pernitz - Sollenau - Theresienfeld - Waldegg - Wiesmath - Winzendorf-Muthmannsdorf - Wöllersdorf-Steinabrückl - Zillingdorf | Község (Gemeinde) - Bad Schönau - Eggendorf - Hochwolkersdorf - Hohe Wand - Hollenthon - Katzelsdorf - Lichtenegg - Matzendorf-Hölles - Miesenbach - Muggendorf - Rohr im Gebirge - Waidmannsfeld - Walpersbach - Weikersdorf am Steinfelde |